# Pål Arne Fagernes
Pål Arne Fagernes (ur. 8 czerwca 1974 w Asker, zm. 4 sierpnia 2003) – norweski lekkoatleta specjalizujący się w rzucie oszczepem.
Dwukrotny uczestnik igrzysk olimpijskich - Atlanta 1996 (odpadł w eliminacjach) i Sydney 2000 (9. w finale). Dwa razy startował w mistrzostwach świata - Ateny 1997, Sewilla 1999. Największy sukces odniósł podczas sewilskich mistrzostw w 1999, gdzie zajął 4. miejsce i wynikiem 86,24 m ustanowił nowy rekord Norwegii (w ciągu całej kariery sześciokrotnie poprawiał rekord kraju w rzucie oszczepem). Dwa razy wystąpił w mistrzostwach Europy - Helsinki 1994 i Budapeszt 1998. Mistrz Norwegii w rzucie oszczepem w latach 1996, 1998, 1999 i 2002. W 2002 roku zaczął uprawiać boks. Rekord życiowy: 86,74 (22 września 2000, Sydney)
Miał liczne problemy osobiste. W 2001 został skazany na 18 dni więzienia za jazdę pod wpływem alkoholu. Tuż po wycofaniu się z mistrzostw świata w Edmonton 2001 został przyłapany na zażywaniu kokainy. Nigdy jednak nie udowodniono mu używania niedozwolonego dopingu w czasie zawodów.
Zginął w wypadku samochodowym na trasie europejskiej E6 na północ od miasta Moss.